# Ирена Жолио-Кири
Ирена Жолио-Кири (фр. Irène Joliot-Curie; Париз, 12. септембар 1897 — Париз, 17. март 1956) је била француска хемичарка и научница, кодобитница Нобелове награде за хемију.
Ирена Кири рођена је 12. септембра 1897. у Паризу као ћерка Марије и Пјера Кири. Ирена је у великој мери пратила стопе својих родитеља по питању образовања и каснијег рада. Студије је почела на Сорбони 1912. које је морала привремено да напусти почетком Првог светског рата, за време кога је била ангажована као медицинска сестра радиограф. Убрзо након рата, Ирена наставља студије и 1925. докторира на тему алфа честица израчених из полонијума.
Годину дана касније, 1926, удаје се Фредерика Жолија који ће јој бити не само брачни већ и истраживачки партнер. Обоје су били веома заинтересовани за област нуклеарне физике, поготову за природну и још слабо истражену вештачку радиоактивност. Ово је усмерило истраживачки правац пара. За заједнички рад, 1935. додељена им је Нобелова награда „за синтезу нових радиоактивних елемената“.
Након овог успеха, 1938, објавила је и врло важан рад у вези са дејством неутрона на тешка језгра. На овом раду, који је објављен у Зборнику радова Француске академије наука (фр. Le Compte rendu de l'Académie des sciences), асистент, потписан и као коаутор, био јој је српски физикохемичар Павле Савић. Овај рад многи сматрају једном од важних прекретница у открићу нуклеарне фисије, јер је приликом извођења експерименталног дела двојац истраживао вештачке радиоелементе добијене излагањем уранијума спорим неутронима. Између осталог, њих двоје су успешно добили али не и идентификовали изотоп лантана полуживота 3,5 сата.
Ирена Жолио-Кири је била изврстан академик. Један период почев од 1936. била је француски државни подсекретар за питања научних истраживања, а 1937. постаје редовни професор Факултета наука у Паризу. Након Другог светског рата, у периоду између 1946. и 1951, била је члан француске Комисије за атомску енергију, и учествовала је у изградњи француског нуклеарног арсенала.
Осим академика и државнице, Жолио Кири је била борац за права жена и члан Националног комитета Уније француских жена (фр. Comité National de l'Union des Femmes Françaises). Била је чланица Светског мировног већа, једне од најранијих мировних организација, затим многих научних организација а добила је и почасне докторате бројних универзитета. Проглашена је за официра Легије части.
Ирена Жолио-Кири преминула је 17. марта 1956. у Паризу од последица леукемије коју је добила због прекомерног излагања радијацији током истраживачког рада. Она и Фредерик имали су двоје деце.